# Georg Gottlieb Schneller
Georg Gottlieb Schneller (* 26. Dezember 1855 in Schlitz; † 24. September 1905 in Offenbach am Main) war ein deutscher Architekt der Neugotik. Er war vor allem auf dem Gebiet des Kirchenbaus tätig und von 1897 bis zu seinem Tod Kreisbauinspektor des Kreises Offenbach im Großherzogtum Hessen.

## Leben
Georg Gottlieb Schneller wurde am 26. Dezember 1855 als Sohn des großherzoglich-hessischen Bauaufsehers Johann Heinrich Schneller in Schlitz geboren. Nach Abschluss der Schule erwarb Georg Schneller, wie zuvor schon sein Vater und sein älterer Bruder Heinrich Adalbert Schneller (1841–1910), im Rahmen eines Studiums Kenntnisse im Bauwesen. Nach Beendigung seines Studiums war er zunächst als Bauassistent tätig und unterstützte seinen Bruder Adalbert als Bauführer bei der Errichtung der evangelischen Kirche zu Langstadt (1877–1880). Anfang der 1890er-Jahre wurde Georg Schneller schließlich selbst im Kirchenbau tätig und fertigte eigene Entwürfe für mehrere neugotische Kirchengebäude an. Schnellers Bauwerke galten zwar als verhältnismäßig günstig, waren allerdings meist von einfacher Architektur und wenig originell. Mit Wirkung zum 1. April 1897 wurde er zum Kreisbauinspektor des Kreises Offenbach im Großherzogtum Hessen ernannt, ab November 1899 in Funktion eines Baurats. Georg Schneller starb am 24. September 1905 in Offenbach am Main.

## Bauten und Entwürfe
| Jahr      | Bild | Objekt                        | Ort                                 | Anmerkungen            | Ref.  |
| --------- | ---- | ----------------------------- | ----------------------------------- | ---------------------- | ----- |
| 1890–1893 |      | St. Rochus                    | Rodgau-Hainhausen                   |                        | [ 3 ] |
| 1890–1893 |      | St. Petrus in Ketten          | Rodgau-Weiskirchen                  | nur Langhaus errichtet | [ 3 ] |
| 1891–1893 |      | St. Sebastian                 | Mühlheim-Dietesheim                 |                        | [ 3 ] |
| 1892–1893 |      | St. Nikolaus                  | Hanau-Steinheim                     | nur Langhaus errichtet | [ 3 ] |
| 1893–1896 |      | St. Laurentius                | Bad Soden-Salmünster (OT Bad Soden) |                        | [ 4 ] |
| 1897–1899 |      | St. Josef                     | Obertshausen-Hausen                 |                        | [ 3 ] |
| 1898–1900 |      | St. Sebastian                 | Kalbach-Mittelkalbach               |                        | [ 5 ] |
| 1899–1900 |      | Synagoge Steinheim            | Hanau-Steinheim                     |                        | [ 3 ] |
| 1900–1902 |      | Evangelische Kirche Steinheim | Hanau-Steinheim                     |                        | [ 3 ] |

## Auszeichnungen
- Annenorden 3. Klasse des Kaisers von Russland, Annahme- und Trageerlaubnis am 13. November 1903 erteilt[2]
- Ritterkreuz 1. Klasse, verliehen am 25. November 1904[2]